# Fegyvertársak
A Fegyvertársak (eredeti cím: Open Range) 2003-ban bemutatott amerikai westernfilm Kevin Costner rendezésében, Lauran Paine és Craig Storper forgatókönyvéből. A főszereplők Robert Duvall, Kevin Costner, Annette Bening, Michael Gambon, Michael Jeter, Diego Luna, James Russo, Abraham Benrubi, Dean McDermott és Kim Coates.
Az Amerikai Egyesült Államokban 2003. augusztus 11-én mutatták be, Magyarországon 2004 május 20-án került mozikba a UIP-Duna Film forgalmazásában.
A forgatás 2002. június 17-től 2002. szeptember 8-ig tartott Albertában, Kanadában.

## Történet
Charley Waite, Spearman főnök, Gomb és Mose Harrison mind menekülnek a múltjuk elől és az egyetlen hely, ahol az ember szabad lehet, az a végtelen mezők nyílt terepe, ahol a természet alkot minden szabályt. A négy cowboyt a vadnyugat törvénye köti össze, és megpróbálják kerülni az erőszakot. De egy határ menti város, ahol a félelem és a zsarnokság az úr, megváltoztatja az életüket, és arra kényszeríti őket, hogy cselekedjenek. Miközben ezek a bátor férfiak a döntő ütközetre készülnek, szembe kell nézniük saját démonaikkal is.

## Szereplők
| Színész         | Szerep         | Magyar hang     |
| --------------- | -------------- | --------------- |
| Robert Duvall   | Spearman főnök | Láng József     |
| Kevin Costner   | Charley Waite  | Forgács Péter   |
| Annette Bening  | Sue Barlow     | Kovács Nóra     |
| Michael Gambon  | Denton Baxter  | Csuha Lajos     |
| Michael Jeter   | Percy          | Kapácsy Miklós  |
| Diego Luna      | Gomb           | Pálmai Szabolcs |
| James Russo     | Poole seriff   | Sztarenki Pál   |
| Abraham Benrubi | Mose           | Gesztesi Károly |
| Dean McDermott  | Doc Barlow     | Welker Gábor    |
| Kim Coates      | Butler         | Beratin Gábor   |